# Frontière entre la république démocratique du Congo et la Tanzanie
La frontière entre la république démocratique du Congo et la Tanzanie est une frontière internationale continue longue de 459 kilomètres séparant la république démocratique du Congo et la Tanzanie en Afrique de l'Est.

## Description
La frontière est intégralement située sur le lac Tanganyika. Elle débute, sur le lac Tanganyka, par un point triple avec les frontières Tanzanie-Zambie et république démocratique du Congo-Zambie. Elle prend la direction du nord-nord-ouest, puis du nord. Elle s'arrête à 50 kilomètres au nord-nord-ouest de Kigoma.
C'est actuellement la seule frontière internationale au monde à être entièrement située sur un lac.